# Michel Dantin

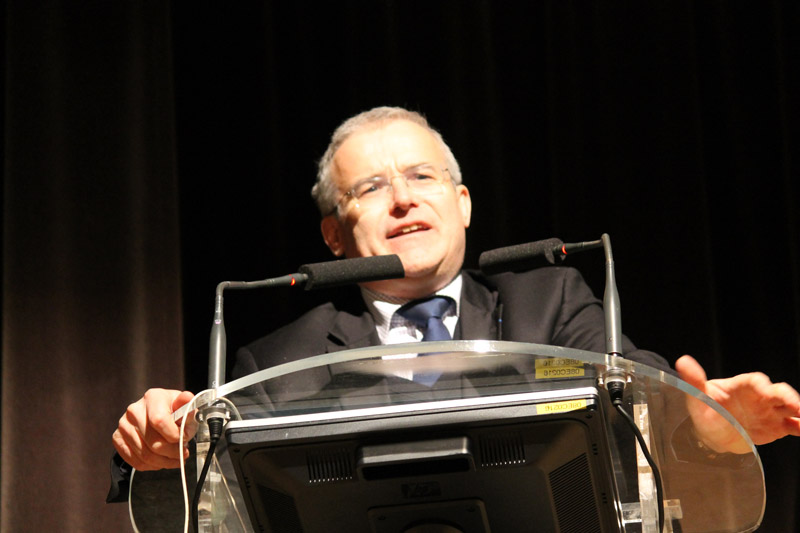
Michel Dantin

Michel Dantin (* 15. Januar 1960 in Lyon) ist ein französischer Politiker der Union pour un mouvement populaire.

## Leben
Dantin studierte Agrarwissenschaften. Dantin ist seit 2009 Abgeordneter im Europäischen Parlament.
Als EU-Abgeordneter ist Dantin Mitglied der Christdemokraten und Mitglied in folgenden Ausschüssen und Delegationen: Ausschuss für Landwirtschaft und ländliche Entwicklung; Delegation in den Ausschüssen für parlamentarische Kooperation EU-Kasachstan, EU-Kirgistan und EU-Usbekistan sowie für die Beziehungen zu Tadschikistan, Turkmenistan und der Mongolei.
Stellvertreter ist Dantin im Ausschuss für Verkehr und Fremdenverkehr; in der Delegation für die Beziehungen zur Schweiz und zu Norwegen, im Gemischten Parlamentarischen Ausschuss EU-Island und im Gemischten Parlamentarischen Ausschuss Europäischer Wirtschaftsraum und der Delegation in der Parlamentarischen Versammlung der Union für den Mittelmeerraum.

## Auszeichnungen
- Ritter des französischen Verdienstordens
- Offizier des Ordre du Mérite agricole